# María Marín
María Alejandra Marín Verhelst (Cartagena, 04 de novembro de 1995), também conhecida como María Alejandra, ou simplesmente Marín, é uma jogadora de voleibol  colombiana. Compete pela Seleção Colombiana de Voleibol Feminino desde 2013, sendo um dos pilares da nova geração. Na temporada 2019/2020, jogará pelo clube brasileiro Curitiba Vôlei.

## Premiações
- Melhor Levantadora na Copa Pan-Americana de Voleibol Feminino de 2022
- Melhor Levantadora na Copa Latina de 2013[3]
- Melhor Levantadora na Copa Pan-Americana de Voleibol Feminino de 2014[3]
- Melhor Levantadora na Copa Pan-Americana de Voleibol Feminino Sub-23 de 2014[3]
- Melhor Levantadora no Campeonato Sul-Americano de Voleibol Feminino de 2015[3]
- MVP no Campeonato Sul-Americano de Voleibol Feminino Sub-23 de 2016[3]
- Melhor Levantadora no Campeonato Sul-Americano de Voleibol Feminino Sub-23 de 2016[3]
- Melhor Levantadora no Campeonato Sul-Americano de Voleibol Feminino de 2017[3]
- Melhor Levantadora nos Jogos Centro-Americanos e do Caribe de 2018[3]
- Melhor Levantadora no Campeonato Sul-Americano de Voleibol Feminino de 2019[3]